# Vasile Andrei
Vasile Andrei (Albești, Rumania, 28 de julio de 1955) es un deportista rumano retirado especialista en lucha grecorromana donde llegó a ser campeón olímpico en Los Ángeles 1984.

## Carrera deportiva
En los Juegos Olímpicos de 1980 celebrados en Moscú ganó la medalla de bronce en lucha grecorromana de pesos de hasta 100 kg, tras el luchador búlgaro Georgi Raikov (oro) y el polaco Roman Bierła (plata). Cuatro años después, en las Olimpiadas de Los Ángeles 1984 ganó el oro en la misma categoría.